# Hans Wagner-Schönkirch
Hans Wagner-Schönkirch (* 19 de desembre de 1872 a Schönkirchen, Baixa Àustria, † 12 de desembre de 1940 a Viena) fou un professor de música austríac i escriptor, compositor i director de cor.
Fou successivament, professor de música del seminari de mestres de Viena (1898), director de l'Associació de cantants de la Baixa Àustria (1900) i de la Societat Acadèmica de Cant. Va publicar nombrosos cors per a veus d'homes i dones, amb acompanyament d'orquestra i sense, lieder, etc.